# Slaven Rimac
Slaven Rimac (ur. 14 grudnia 1974 w Zagrzebiu) – chorwacki koszykarz, olimpijczyk, po zakończeniu kariery zawodniczej trener koszykarski.

## Kariera zawodnicza
- 1989–1990:  KK Dubrava
- 1990–1998:  Cibona Zagrzeb
- 1998–2000:  Tofas Bursa
- 2000–2001:  Joventut Badalona
- 2001–2002:  Olimpia Mediolan
- 2002 2004:  Cibona Zagrzeb
- 2004–2005:  BC Makedonikos
- 2005–2006:  AEK Ateny
- 2006:  Real Madryt
- 2006–2007:  Azowmasz Mariupol
- 2007–2008:  Cedevita Zagrzeb
- 2008:  STB Le Havre
- 2008–2010:  Élan Béarnais Pau-Lacq-Orthez

## Osiągnięcia
Klubowe
- mistrz Chorwacji w 1993, 1994, 1995, 1996, 1997, 1998, 2004 (KK Cibona)
- zdobywca Pucharu Chorwacji w 1995, 1996 (KK Cibona)
- mistrz Turcji w 2000 (Tofaş Bursa SK)
- zdobywca Pucharu Turcji w 1999, 2000 (Tofaş Bursa SK)

Wyróżnienia
- MVP finałów LNB Pro B (2010)[1]
- lider najlepiej rzucający rzuty wolne w Eurolidze w 1997 (KK Cibona)

Reprezentacja
- Lider Eurobasketu w skuteczności rzutów wolnych (1997 – 93,3%)[2]